# Hellespontus
Hellespontus és una característica d'albedo a la superfície de Mart, localitzada amb el sistema de coordenades planetocèntriques a -49.67 ° latitud N i 35 ° longitud E. El nom va ser aprovat per la UAI l'any 1958 i fa referència a Hel·lespont, antic nom dels Dardanels.